# Сірмапосі (Красноармійський район)
Сірмапо́сі (рос. Сирмапоси, чув. Çырмапуç) — присілок у складі Красноармійського району Чувашії, Росія. Входить до складу Караєвського сільського поселення.
Населення — 190 осіб (2010; 258 у 2002).
Національний склад:
- чуваші — 97 %